# 李逢節
李逢節（1582年—？），字坚侯，號来吴，南直隸蘇州府長洲縣（今属江蘇省蘇州市）民籍，吴江县人，明朝政治人物、同進士出身。

## 生平
萬曆二十五年丁酉科举人，三十五年（1607年），登丁未科進士，授行人。历吏部主事、员外、郎中，后升太常寺少卿提督四夷馆。天啟六年正月，升應天府府尹，同年九月改南京工部右侍郎。次年正月任兩廣總督、兵部右侍郎，兼右僉都御史。

## 家族
曾祖李牧，儒官。祖父李绍美。父李周策，癸未進士，官礼科给事中。前母徐氏，贈孺人；母王氏，封孺人。慈侍下。